# 23867 Cathsoto
23867 Cathsoto là một tiểu hành tinh vành đai chính với chu kỳ quỹ đạo là 1958.2898407 ngày (5.36 năm).
Nó được phát hiện ngày 14 tháng 9 năm 1998.